# Waleri Wladimirowitsch Bure
Waleri Wladimirowitsch Bure (russisch Валерий Владимирович Буре; * 13. Juni 1974 in Moskau, Russische SFSR) ist ein ehemaliger russischer Eishockeyspieler, der während seiner aktiven Karriere unter anderem zwischen 1994 und 2004 für die Montréal Canadiens, Calgary Flames, Florida Panthers, St. Louis Blues und Dallas Stars in der National Hockey League auf der Position des rechten Flügelstürmers gespielt hat. Sein Vater Wladimir war ein sowjetischer Schwimmer und sein älterer Bruder Pawel ebenfalls professioneller Eishockeyspieler.

## Karriere

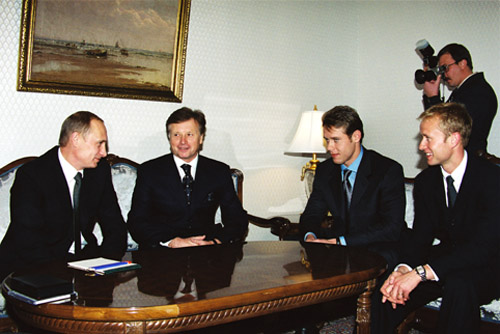
Waleri Bure (rechts) und sein Bruder Pawel (2.v.r.) im Jahr 2001 bei einem Gespräch mit Wladimir Putin (links).

Wie sein älterer Bruder entstammte Waleri Bure des Nachwuchs des Armeeklubs ZSKA Moskau, bei dem er in der Saison 1990/91 sein Debüt in der Wysschaja Liga gab. Begünstigt durch den Fall des Eisernen Vorhangs wechselte Bure im Sommer 1991 nach Nordamerika und schloss sind dem Juniorenteam der Spokane Chiefs aus der Western Hockey League an. Diesem Team blieb er drei Jahre lang treu und sammelte in 200 Partien 340 Scorerpunkte.
Nachdem er bereits im NHL Entry Draft 1992 in der zweiten Runde an 33. Stelle von den Montréal Canadiens aus der National Hockey League ausgewählt worden war, holten ihn diese zu Beginn der Saison 1994/95 in ihr Farmteam, die Fredericton Canadiens, aus der American Hockey League. Mit dem verspäteten Beginn der NHL-Saison lief Bure ab Januar 1995 dann für die Canadiens in der NHL auf. Die in ihn gesetzten Erwartungen konnte der oft verletzte Stürmer in den folgenden drei Jahren aber nur selten erfüllen. So wurde er im Februar 1998 für Jonas Höglund und Zarley Zalapski an den Ligakonkurrenten Calgary Flames abgegeben. Dort fand sich der Angreifer immer besser zurecht und führte das Team in der Saison 1999/2000 in den Kategorien Tore und Punkte an. Im Juni 2001, nach fast dreieinhalb Jahren, endete Bures Zeit in Calgary aber, als er mit Jason Wiemer im Austausch für Rob Niedermayer und ein Zweitrunden-Wahlrecht im NHL Entry Draft 2001 zu den Florida Panthers abgegeben wurde. Aufgrund mehrerer Verletzungen absolvierte er binnen zwei Jahren aber lediglich 77 Spiele für die Mannschaft, bevor ihn die Panthers gemeinsam mit einem Fünftrunden-Wahlrecht im NHL Entry Draft 2004 für Mike Van Ryn zu den St. Louis Blues transferierten. Für St. Louis bestritt er nur elf Spiele, ehe er über die Waiver-Liste nach Florida zurückkehrte. Dort absolvierte er bis März 2004 die Spielzeit 2003/04. Anschließend gaben die Panthers Bure für Drew Bagnall und ein Zweitrunden-Wahlrecht im NHL Entry Draft 2004 an die Dallas Stars ab.
Nach der Saison unterzog sich Bure einer Rückenoperation. Obwohl er am 12. August 2005 einen Vertrag bei den Los Angeles Kings unterzeichnete, absolvierte er nie ein Spiel für das Team und beendete schließlich seine Karriere.

### International
Bure vertrat sein Heimatland Russland im Juniorenbereich bei der U20-Junioren-Weltmeisterschaft 1994 sowie im Seniorenbereich bei der Weltmeisterschaft 1994, dem World Cup of Hockey 1996 und den Olympischen Winterspielen 1998 in Nagano sowie 2002 in Salt Lake City.
Mit den Junioren errang er 1994 eine Bronzemedaille. Mit den Senioren gewann er bei Olympischen Winterspielen jeweils eine Silber- und Bronzemedaille.

## Erfolge und Auszeichnungen
- 1993 WHL West First All-Star Team
- 1994 WHL West Second All-Star Team
- 1995 Teilnahme am AHL All-Star Classic
- 2000 Teilnahme am NHL All-Star Game

### International
- 1994 Bronzemedaille bei der Junioren-Weltmeisterschaft
- 1994 All-Star-Team der Junioren-Weltmeisterschaft
- 1998 Silbermedaille bei den Olympischen Winterspielen
- 2002 Bronzemedaille bei den Olympischen Winterspielen

## Karrierestatistik

### International
Vertrat Russland bei:
- U20-Junioren-Weltmeisterschaft 1994
- Weltmeisterschaft 1994
- World Cup of Hockey 1996
- Olympischen Winterspielen 1998
- Olympischen Winterspielen 2002

(Legende zur Spielerstatistik: Sp oder GP = absolvierte Spiele; T oder G = erzielte Tore; V oder A = erzielte Assists; Pkt oder Pts = erzielte Scorerpunkte; SM oder PIM = erhaltene Strafminuten; +/− = Plus/Minus-Bilanz; PP = erzielte Überzahltore; SH = erzielte Unterzahltore; GW = erzielte Siegtore; 1 Play-downs/Relegation; Kursiv: Statistik nicht vollständig)

## Sonstiges
- Waleri Bure ist mit der Schauspielerin Candace Cameron (Full House) verheiratet. Mit ihr hat er drei Kinder (geboren 1998, 2000 und 2002).